# Trujillanos
Trujillanos là một đô thị ở tỉnh Badajoz, cộng đồng tự trị Extremadura, Tây Ban Nha. Theo điều tra dân số 2004 của Viện thống kê Tây Ban Nha (INE), đô thị này có dân số là 1433 người. Diện tích đô thị này là 20,3 ki-lô-mét vuông. Đô thị này nằm ở độ cao 262 m trên mực nước biển.